# Magdalena Tul
Magdalena Ewa Tul, kiedyś występująca także pod pseudonimami Lady Tullo i Sasha (ur. 29 kwietnia 1980 w Gdańsku) – polska piosenkarka, wokalistka dubbingowa, kompozytorka i autorka tekstów.
W latach 2000–2003 aktorka i wokalistka teatru Studio Buffo, a w latach 2004–2007 wokalistka Teatru Muzycznego „Roma”. W latach 2003–2018 i w 2024 solistka w teleturnieju TVP1 Jaka to melodia?. Fonograficznie zadebiutowała w 2004, od tamtej pory wydała trzy albumy studyjne: V.O.H. – The Victory of Heart (2007), Brave (2014) i Mindfulness (2019). Uczestniczka konkursu „Premier” w ramach 42. Krajowego Festiwalu Piosenki Polskiej w Opolu (2005). Reprezentantka Polski w 56. Konkursie Piosenki Eurowizji (2011).

## Rodzina i edukacja
Ma dwoje starszego rodzeństwa, o 15 lat brata i o 13 lat siostrę, Małgorzatę, który mieli wpływ na rozwój jej świadomości muzycznej. W dzieciństwie kształciła się wokalnie w Studiu Piosenki Grażyny Łobaszewskiej. W 1999 rozpoczęła naukę w Szkole Muzycznej II stopnia w Gdańsku, w klasie śpiewu klasycznego.
Ukończyła naukę w klasie o profilu humanistyczno-teatralnym w XIV Liceum Ogólnokształcącym w Gdańsku. Studiowała zaocznie na Wydziale Pedagogiki i Psychologii Akademii Bydgoskiej, gdzie w 2004 uzyskała tytuł magistra sztuki na kierunku Edukacja artystyczna w zakresie sztuki muzycznej.

## Kariera zawodowa
Kiedy miała 12 lat, została wokalistką dziecięcego zespołu wokalnego. Jako nastolatka pracowała jako barmanka w klubie jazzowym. Niedługo później założyła zespół muzyczny z Piotrem Olszewskim i Piotrem Podgórskim. Grała z nimi przez ok. dwa lata i stworzyła materiał na swój pierwszy solowy album. W trakcie nauki w szkole średniej występowała w Teatrze Miejskim im. Witolda Gombrowicza w Gdyni. W 2000 została aktorką i wokalistką Studia Buffo, w którym zagrała w przedstawieniach: Niedziela na głównym i Ukochany kraj. Dorabiała, pracując jako barmanka w klubie „Jazgot” w Warszawie i sprzedawczyni w call-center. W 2003 zakończyła pracę w Buffo, tłumacząc decyzję faktem, że „nie daje jej to możliwości rozwoju”. W tym samym roku nawiązała współpracę z Teatrem Muzycznym „Roma”, w którym śpiewała partie wokalne w musicalu Koty (2004) i grała Królową Abę w musicalu Akademia pana Kleksa (2007).

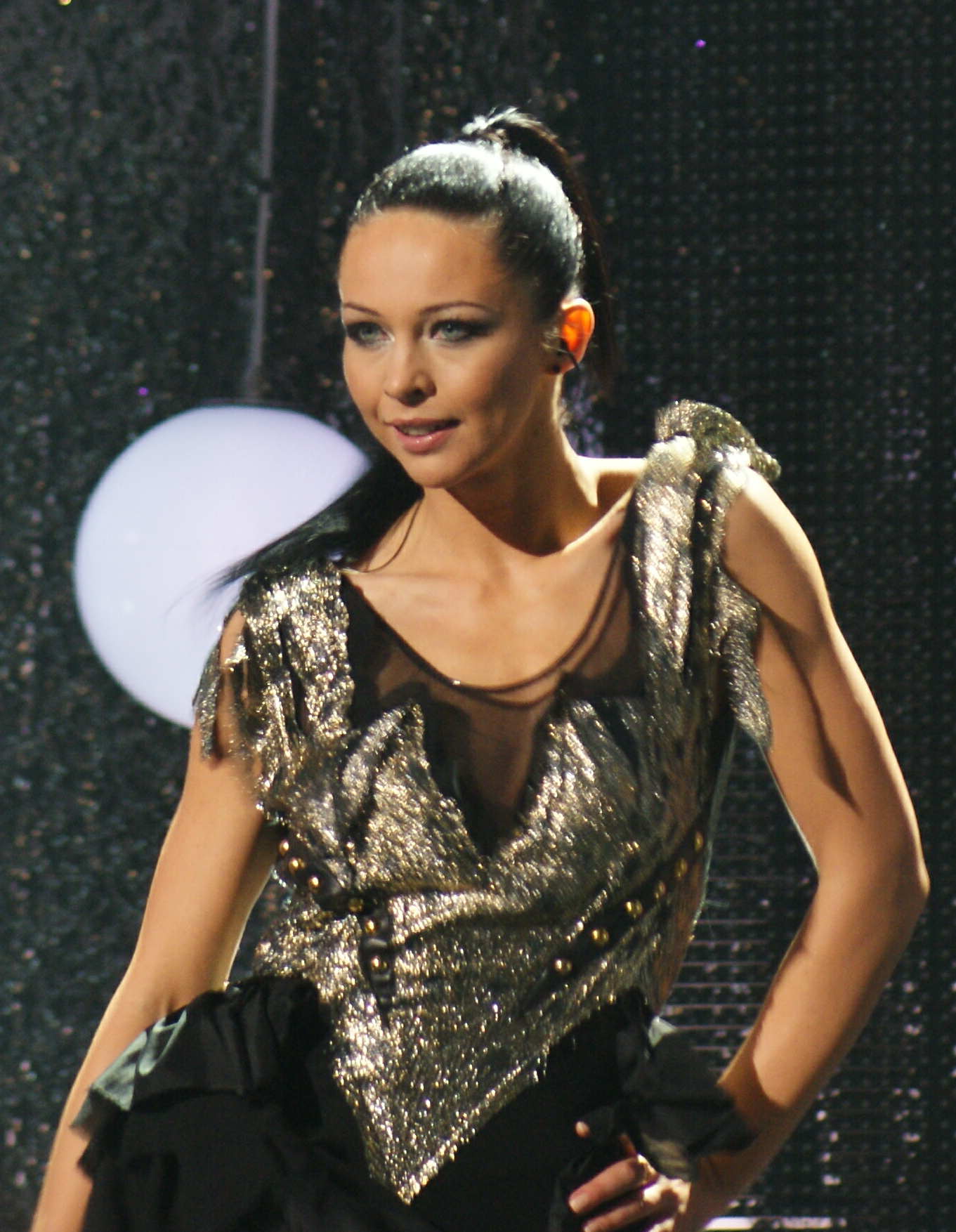
Tul podczas krajowych eliminacji do 56. Konkursu Piosenki Eurowizji (2011)

W latach 2003–2018 była wokalistką w teleturnieju Jaka to melodia? w TVP1. W 2004 wydała utwór „Full of Life”, z którym zajęła dziewiąte miejsce w wewnętrznych eliminacjach do 50. Konkursu Piosenki Eurowizji i za który otrzymała na festiwalu Universtalent 2005 w Pradze nagrodę za najlepszy utwór; na festiwalu odebrała także nagrodę dla najlepszego wykonawcy. W czerwcu 2005 z singlem „Idź swoją drogą” wystąpiła w koncercie Premiery w ramach 42. Krajowego Festiwalu Piosenki Polskiej w Opolu, a w 2006 z piosenką „Find the Music” wzięła udział w eliminacjach do konkursu Trendy w ramach festiwalu TOPtrendy 2006. W sierpniu 2007 wydała debiutancki album studyjny pt. V.O.H. – The Victory of Heart, na którym umieściła m.in. piosenki „Full of Life” i „Find the Music”. Również w 2007 zajęła trzecie miejsce na festiwalu Unisong. Pod koniec 2010 zaśpiewała w utworze Ricka Estrina „Weekend Off”, umieszczonym na demo bluesowego zespołu Why Ducky? pt. The Mo.
14 lutego 2011 z utworem „Jestem” zwyciężyła w finale krajowych eliminacji do 56. Konkursu Piosenki Eurowizji, dzięki czemu została reprezentantką Polski w 56. Konkursie Piosenki Eurowizji w Düsseldorfie. W ramach promocji nagrała anglojęzyczną wersję konkursowej piosenki – „Present”. 10 maja wystąpiła jako pierwsza w kolejności w pierwszym półfinale konkursu i zajęła ostatnie, 19. miejsce. W listopadzie utworem „First Class Ticket to Heaven” promowała projekt muzyczny Esotiq presents Poland... Why Not. W 2012 bez powodzenia zgłosiła się z utworem „Give It Up” do szwajcarskich eliminacji do 58. Konkursu Piosenki Eurowizji. W 2013 wzięła udział w drugiej edycji talent show TVP2 The Voice of Poland, odpadła na etapie tzw. nokautów. W listopadzie 2013 wydała EP-kę pt. The Beginning.
W 2014 zasiadła w polskiej komisji jurorskiej podczas 59. Konkursu Piosenki Eurowizji i wydała album pt. Brave. 14 czerwca 2015 wystąpiła w koncercie z okazji 90-lecia Polskiego Radia w ramach Krajowego Festiwalu Piosenki Polskiej w Opolu, śpiewając wraz z chórem Sound’n’Grace utwory „Szklana pogoda” Lombardu i „Biała armia” Bajmu.

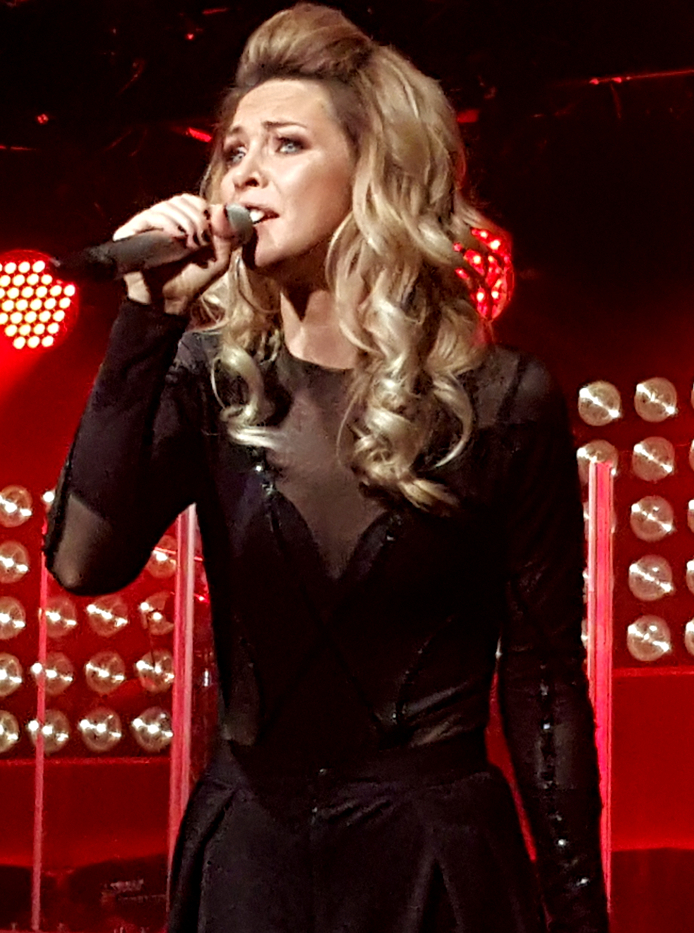
Tul podczas koncertu w ramach Pop Art Tour w klubie „Stodoła” w Warszawie (2017)

28 kwietnia 2017 wydała singiel „Closer”, który nagrała również w polskiej wersji językowej jako „Bliżej”. W maju 2017 zagrała minitrasę koncertową obejmującą występy w Krakowie i Warszawie oraz zasiadła w polskiej komisji jurorskiej podczas 62. Konkursu Piosenki Eurowizji. 7 listopada tego samego roku w warszawskim klubie „Stodoła” zagrała koncert z trasy Pop Art Tour, na którym wykonała premierowo materiał ze swojej trzeciej płyty. Latem 2018, po zmianie głównego producenta programu Jaka to melodia?, wraz z częścią dotychczasowej obsady zakończyła współpracę przy teleturnieju. W 2018 zaangażowała się w kampanię marki produkującej trofea sportowe Tryumf „Pierwsze zwycięstwo”. 14 kwietnia 2019 wystąpiła podczas koncertu London Eurovision Party. 3 czerwca wydała cyfrowo album pt. Mindfulness, zawierający m.in. single „Closer”, „Bliżej”, „Va Banque” i „Move Forward”. 1 lutego 2020 wystąpiła w finale konkursu Open Mic w O2 Arena w Londynie. 26 lutego 2021 poinformowała o podjęciu współpracy z amerykańską wytwórnią nagraniową Banner Records, dla której nagrała single: „Face the Day” (2021) i „If Loving You Is All I Ever Do” (2022). W sierpniu 2024 powróciła jako solistka do programu Jaka to melodia?, jednak po nagraniu trzech utworów na potrzeby teleturnieju jej współpraca z TVP została zakończona.

## Życie prywatne
Ma dwoje dzieci, Krzysztofa (ur. 18 listopada 2007) i Maję (ur. 24 listopada 2012).
Jest wegetarianką.

## Dyskografia
- V.O.H. – The Victory of Heart (2007)
- Brave (2014)
- Mindfulness (2019)

## Partie wokalne w dubbingu
| - 1999: Bibi Blocksberg - 2000: SpongeBob Kanciastoporty - 2002: Królowie i królowe - 2003: Truskawkowe Ciastko - 2004–2012: Klub Winx - 2004: Super Robot Monkey Team Hyperforce Go! - 2005: Fifi - 2006: Karmelowy obóz - 2006: Team Galaxy – kosmiczne przygody galaktycznej drużyny - 2006: Fillmore na tropie - 2007: Tropiciele zagadek - 2008: Słowami Ginger - 2008: Z życia nastoletniego robota - 2008: Świat Todda - 2008: Magiczna karuzela - 2009: Księżniczka z krainy słoni - 2009: Mighty B - 2009: Zagroda według Otisa - 2010: Batman: Odważni i bezwzględni - 2010: Ciekawski George: Małpiszon i Gwiazdka - 2011: Księżycowy miś - 2012: Dolina Koni - 2013: Odlotowe agentki - 2014: Blondynka - 2015: My Little Pony: Przyjaźń to magia - 2015: Star butterfly kontra Siły zła piosenka czołówkowa serie III i VI - 2018: Świat Winx | - 2000: Rugratsy w Paryżu - 2003: Dzieci pani Pająkowej ze Słonecznej Doliny - 2004: Pupilek - 2005: Nowe szaty króla 2 - 2008: Scooby Doo i król goblinów - 2009: Schłodzony jubileusz - 2010: Disco robaczki - 2010: Scooby-Doo Abrakadabra Doo - 2010: Scooby Doo: Wakacje z duchami - 2011: Winx Club: Magiczna przygoda - 2012: Lorax - 2014: Ra.One - 2018: Pokémon: Siła jest w nas |